# Schechingen
Schechingen település Németországban, azon belül Baden-Württembergben. Lakosainak száma 2243 fő (2023. december 31.).

## Népesség
A település népessége az elmúlt években az alábbi módon változott:
| Lakosok száma | 1049 | 1149 | 1350 | 1473 | 1623 | 1941 | 2447 | 2418 | 2296 | 2243 |
|               | 1961 | 1967 | 1974 | 1980 | 1987 | 1993 | 2000 | 2006 | 2013 | 2023 |